# Christian Emil Krag-Juel-Vind-Frijs
Christian Emil Krag-Juel-Vind-Frijs, född 8 december 1817, död 12 oktober 1896, var en dansk greve och politiker (statsminister), far till Mogens Krag-Juel-Vind-Frijs.
Frijs övertog 1849 grevskapet Frijsenborg efter fadern, trots att denne inte dog förrän 1860. Han blev därmed en av landets största godsägare.
Frijs var en av de som 1850 grundade Grundägarföreningen, vilken försökte tillvara tag godsägarnas intressen. Han kom in i riksrådet och landstinget 1858. Han stödde novemberförfattningen.
Han var med och grundade Oktoberforeningen 1865, med syftet att knyta godsägarna och bönderna närmare varandra i kampen mot nationalliberalerna. Samma år blev han stats- och utrikesminister, poster som han kom att behålla fram till 1870.
Under tiden som statsminister genomförde han bland annat den nya författning som efter förlusten av de tyska hertigsdömena efter dansk-tyska kriget 1864 blivit nödvändig. Han införde också flera nya försvarslagar.
Efter att han avgått som statsminister skötte han sommaren 1870 förhandlingar med Frankrike för att undvika danskt deltagande i fransk-tyska kriget. Fram till att han 1880 lämnade landstinget var han godsägarnas ledare där.
Sonen tog över grevskapet 1882 och kom att bli en betydande konservativ politiker under perioden kring sekelskiftet.

## Utmärkelser
- Riddare av Serafimerorden, 27 juli 1869.[5]
- Kommendör av första klassen av Vasaorden, 24 juli 1863.[6]